# Hôtel de Nupces
L'hôtel de Nupces est un hôtel particulier qui se situe no 15 rue de la Bourse, dans le centre historique de Toulouse. Représentatif de la pénétration du style classique dans la ville, mais aussi exemple précoce d'hôtel entre cour et jardin, il est construit entre 1716 et 1728 pour Jean-Georges de Nupces, conseiller puis président au parlement de Toulouse.

## Histoire

### L'hôtel des Lancefoc
Un premier hôtel particulier est construit, probablement au XVe siècle, pour un membre de la famille Lancefoc, une importante famille de marchands pastelliers, dont plusieurs membres accèdent aux fonctions capitulaires, tel Pierre de Lancefoc, capitoul en 1480-1481, 1488-1489, 1506-1507 et 1513-1514. Il se compose d'une grande maison, qui donne dans la grande-rue Malcousinat (actuelle rue de la Bourse) et dont le jardin a également une issue sur la rue des Ysalguiers (actuelle rue Clémence-Isaure), au cœur du quartier des marchands drapiers de la ville,, à proximité immédiate de la bourse des marchands (emplacement de l'actuel no 26 place de la Bourse). Dans la première moitié du XVIe siècle, l'hôtel est occupé par Simon de Lancefoc, capitoul en 1519-1520,.
En 1565, il le vend à Antoine François de Paulo (mort en 1572), conseiller, puis président au parlement de Toulouse. Il passe, après sa mort, à sa fille et héritière, Marie de Paulo (vers 1616-1656), qui épouse François de Nupces (1613-1676),. Ce dernier appartient à une famille qui a également fait fortune dans le commerce des draps à Albi, dans le dernier quart du XVIe siècle, avant d'acheter une charge au parlement de Toulouse : le père de François, Bertrand de Nupces (vers 1566-1641), seigneur de Florentin, est conseiller au parlement et il est, lui-même, conseiller au parlement.

### La construction de l'hôtel de Nupces
À la mort de François de Nupces, l'hôtel particulier passe à son fils, Bertrand de Nupces (1637-1694), conseiller au parlement, marié à Marguerite de Caulet (1643-1709), puis à son petit-fils, Jean-Georges de Nupces (1663-vers 1728). Baron de Taïx, seigneur de Florentin, il est également conseiller au parlement, puis président à mortier. En 1714, il fait face à des difficultés financières et vend l'hôtel pour 22 000 livres, avec possibilité de rachat, à un riche marchand, Abraham Pecarrère : en 1716, il le rachète, faisant en même temps l'acquisition de deux maisons contigües, dont l'une abrite l'auberge de l'Écharpe. C'est donc probablement entre cette date et celle de sa mort qu'il entreprend les travaux de construction d'une nouvel hôtel particulier dans le style classique sévère de la fin du XVIIe et du début du XVIIIe siècle,.
En 1728, l'hôtel passe au fils de Jean-Georges de Nupces, Guillaume de Nupces (1700-1763), conseiller et président à mortier au parlement. Il n'y apporte pas de modifications, quoiqu'il vende la maison qui abrite l'auberge de l'Écharpe, ne conservant que les bâtiments abritant les caves, les granges et les écuries. Il a, de son mariage avec Claire de Marmiesse (1709-1797), trois filles. En 1759, l'hôtel et la charge de président à mortier font partie de la dot de sa fille aînée, Marie Madelaine Gabrielle de Nupces (née en 1730), qui épouse Jean-Joseph Dominique de Senaux (1727-1789), conseiller au parlement en 1750,. Il fait mettre au goût du jour une partie des décors et, entre 1765 et 1770, commande au serrurier Bernard Ortet les ferronneries des balcons et de la rampe d'escalier.

### L'hôtel après la Révolution française
En 1789, le fils de Jean-Joseph de Senaux et de Gabrielle de Nupces, Pierre Madelaine de Senaux (1760-1794), conseiller aux enquêtes du parlement de Toulouse depuis 1784, recueille l'héritage de ses parents. Mais sa famille est prise dans la tourmente de la Révolution française à Toulouse : considéré, ainsi que les autres parlementaires, comme suspect par les autorités révolutionnaires, il est arrêté et enfermé à la prison de la Visitation (emplacement de l'actuel no 41 rue Charles-de-Rémusat). Il est finalement jugé à Paris et exécuté, place du Trône-Renversé (actuelle place de la Nation), le 14 juin 1794, et inhumé au cimetière de Picpus,.
L'hôtel est dès lors saisi comme bien national et vendu à un marchand, Pierre Sarrus. L'hôtel est occupé jusqu'au milieu du XXe siècle, puis est laissé à l'abandon entre 1945 et 1972. Un promoteur immobilier l'achète et le restaure jusqu'en 1975. L'hôtel devient une copropriété, avec appartements et bureaux, dont une partie est dévolue à l'Institut Goethe,.

## Description

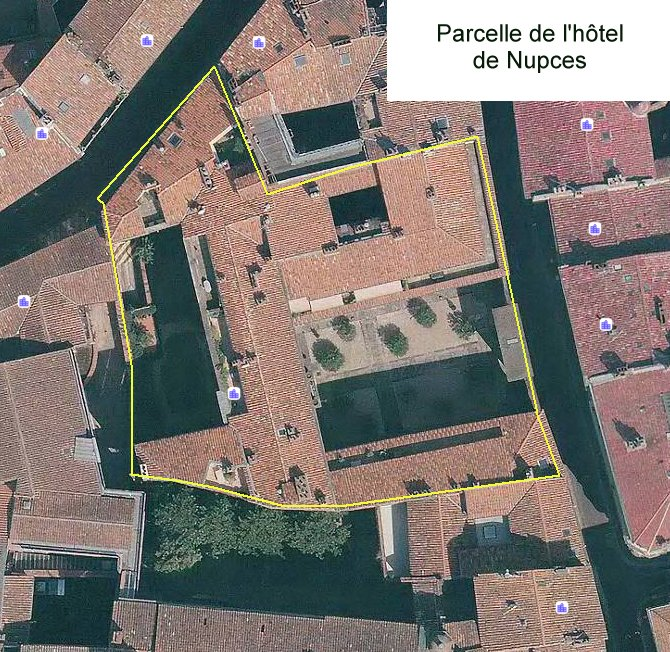
Vue satellitaire de la parcelle de l'hôtel de Nupces dans son environnement.

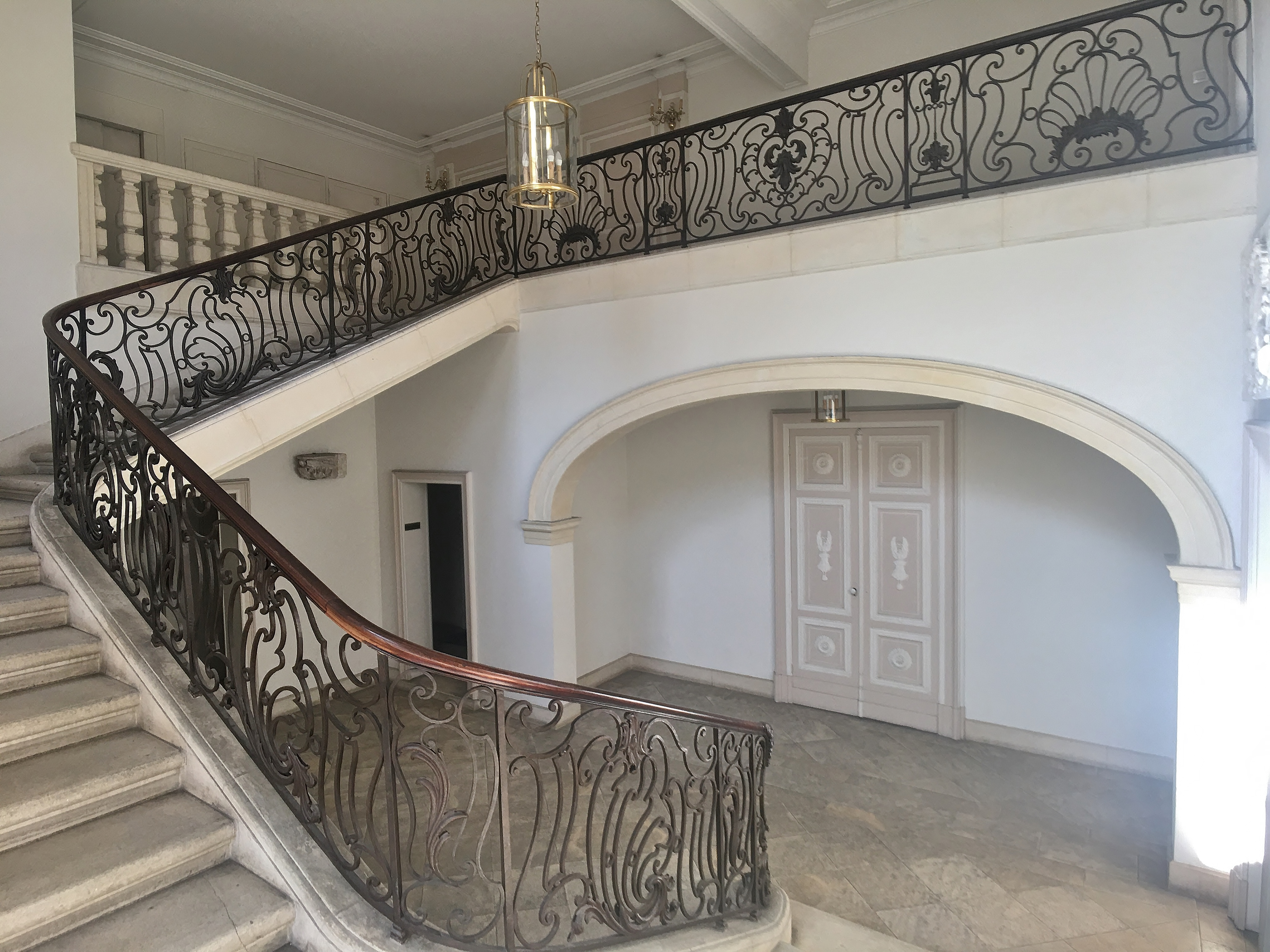
L'escalier de l'hôtel et sa rampe en fer forgé.

L'hôtel de Nupces représente l'une des premières réalisations, à Toulouse, du modèle d'hôtel particulier entre cour et jardin. Il adopte un plan en U, composé de trois corps de bâtiment – un corps de logis central et deux ailes en retour –, encadrant une cour centrale rectangulaire, fermée du côté de la rue par un mur de clôture. Les élévations, de style classique, symétriques, masquent l'irrégularité de la parcelle,.

### Façade sur rue
Sur la rue de la Bourse, les deux ailes de l'hôtel sont reliées par un haut mur de clôture. L'irrégularité de la parcelle se lit dans l'asymétrie des deux ailes, qui se développe sur trois travées pour celle de gauche, cinq pour celle de droite. L'impression de symétrie est en revanche donnée par la régularité des élévations,.
Enfin, le mur qui ferme la cour du côté de la rue est percé en son centre par un portail monumental.

### Façades sur cour et sur jardin
La cour d'honneur forme un rectangle régulier. À l'ouest, le corps de logis central se développe sur cinq travées et s'élève sur trois niveaux (un rez-de-chaussée et deux étages). Au rez-de-chaussée, au centre, la porte principale est en plein cintre, tandis que les fenêtres ont des arcs segmentaires. Au nord et au sud, les ailes en retour comptent sept travées et deux niveaux (un rez-de-chaussée et un étage). Les ouvertures présentent des arcs en plein cintre. Au 1er étage, les fenêtres sont toutes rectangulaires.
Les façades sur jardin sont plus sobres : les murs sont simplement enduits, à l'exception des encadrements des fenêtres et des corniches.

### Intérieur
La porte principale donne accès à un vaste vestibule où prend place un grand escalier. La rampe, en fer forgé, est attribuée au serrurier toulousain Bernard Ortet. Elle aurait été réalisée vers 1760 lors de travaux engagés par Jean-Joseph Dominique de Senaux,.
Le grand salon est traversant : il s'ouvre par deux fenêtres sur la cour d'honneur, à droite de la porte principale, et six fenêtres sur le jardin. Les appartements avaient un décor de stucs qui surmontaient les portes, ainsi que les cheminées. La transformation des espaces intérieurs, lors de la réhabilitation de l'hôtel, entre 1972 et 1976, les a faits disparaître : deux vestiges sont conservés dans le décor de la cage d'escalier.

## Protection
Le 20 juin 1950, l'hôtel de Nupces est inscrit à l'inventaire supplémentaire des monuments historiques. La protection s'étend aux façades et aux toitures de l'édifice.